# Мар'ян Шарець
Мар'ян Шарець (словен. Marjan Šarec; нар. 2 грудня 1977, Любляна, Соціалістична Республіка Словенія, СФРЮ) — словенський політик і актор, кандидат у президенти на виборах у жовтні-листопаді 2017 року. Прем'єр-міністр Словенії з 13 вересня 2018 до 3 березня 2020. Міністр оборони в уряді Роберта Голоба з 1 червня 2022 року.

## Навчання
Після закінчення середньої школи 1996 року Мар'ян Шарець закінчив  Академію театру, радіо, кіно і телебачення 2001 року.

## Акторська кар'єра
У наступні роки він активно працював на Словенському національному телебаченні. Також виступав як комік і політичний сатирик на радіо-шоу «Радіо Га-Га» і в телевізійному шоу Хрі-бар Сашо Хрібара. Зображав вигаданого персонажа Івана Серпентіншика — буркотливого сільського жителя з Верхньої Крайни.. Також імітував кілька відомих людей, включно з колишнім президентом Словенії Янезом Дрновшеком, Карлом Ержавецем, Осамою бен Ладеном, Фіделем Кастро, відомим словенським політиком Антоном Ропом, Янезом Яншею, Андреєм Баюком та іншими. Також він працював журналістом і редактором.

## Політична кар'єра

### Посада жупана
2010 року на місцевих виборах Шарець балотувався на посаду жупана (міського голови) Камника — міста в північно-центральній частині Словенії. Це рідкісний випадок, коли словенські ЗМІ підтримали новачка-політика, який намагався вступити в національну чи місцеву політику. Він посів друге місце в першому турі цих виборів та неочікувано переміг у другому турі. Був членом партії Зорана Янковича «Позитивна Словенія».
2014 року Шарець пішов на місцеві вибори з власним політичним списком і був переобраний у першому турі, отримавши майже дві третини голосів. Після того, як він став обраним посадовцем, Шарець пішов з акторської професії і цілком віддався роботі на посаді жупана.

### Участь у президентських виборах
У травні 2017 року Шарець оголосив, що буде балотуватися на майбутніх президентських виборах 22 жовтня. Попри те, що журналісти ЗМІ нагадали йому про комедійну акторську кар'єру, Шарець заявив, що цілком серйозно ставиться до президентства, оскільки «функції президента повинен розглядати як серйозні».
Критикував чинного президента Борута Пахора за те, що він вважав функції президента як знаменитості. М. Шареця розглядали як потенційно сильного кандидата, який міг би залучити молоде покоління голосів виборців, що схиляються до лівої частини політичного спектру..
У першому турі виборів 22 жовтня 2017 року Шарець здобув понад 27 % голосів, унаслідок чого вийшов до другого туру виборів. Під час голосування 12 листопада 2017 року за нього віддали свої голоси 332 366 виборців (47,06 %).
17 серпня 2018 року обраний прем'єр-міністром Словенії 55-ма голосами. Проти нього в парламенті проголосували 31 депутат
27 січня 2020 року, після відставки міністра фінансів, Шарець подав у відставку, заявивши, що не може працювати з таким урядом.
1 червня 2022 року обійняв посаду міністра оборони в уряді Роберта Голоба.